# Yougoslavie aux Jeux olympiques d'été de 1988
La Yougoslavie participe aux Jeux olympiques d'été de 1988 à Séoul. Il s'agit de sa 16e participation à des Jeux d'été.
La délégation yougoslave, composée de 155 athlètes (117 hommes et 38 femmes), termine seizième du classement par nations avec 12 médailles (3 en or, 4 en argent et 5 en bronze).

## Liste des médaillés yougoslaves
| Médaille                            | Sportif | Sport           | Épreuve                                     |
| ----------------------------------- | --- | --------------- | ------------------------------------------- |
| Médaille d'or, Jeux olympiques      | Goran Maksimović | Tir             | Carabine à air comprimé 10 m hommes         |
| Médaille d'or, Jeux olympiques      | Jasna Šekarić | Tir             | Pistolet à air comprimé 10 m femmes         |
| Médaille d'or, Jeux olympiques      | Dragan Andrić Mislav Bezmalinović Perica Bukić Veselin Đuho Igor Gočanin Deni Lušić Igor Milanović Tomislav Paškvalin Renco Posinković Goran Rađenović Dubravko Šimenc Aleksandar Šoštar Mirko Vičević                   | Water-polo      | Tournoi masculin                            |
| Médaille d'argent, Jeux olympiques  | Šaban Trstena | Lutte           | Lutte libre Hommes - Poids mouches (-52 kg) |
| Médaille d'argent, Jeux olympiques  | Ilija Lupulesku (en) Zoran Primorac | Tennis de table | Double messieurs                            |
| Médaille d'argent, Jeux olympiques  | Anđelija Arbutina (en) Vesna Bajkuša Polona Dornik Slađana Golić Kornelija Kvesić Mara Lakić Žana Lelas Bojana Milošević Razija Mujanović Danira Nakić Stojna Vangelovska Eleonora Wild                                  | Basket-ball     | Tournoi féminin                             |
| Médaille d'argent, Jeux olympiques  | Franjo Arapović Zoran Čutura Danko Cvjetičanin Vlade Divac Toni Kukoč Željko Obradović Žarko Paspalj Dražen Petrović Dino Rađa Zdravko Radulović Stojko Vranković Jurij Zdovc                                            | Basket-ball     | Tournoi masculin                            |
| Médaille de bronze, Jeux olympiques | Damir Škaro | Boxe            | Poids mi-lourds hommes (-81 kg)             |
| Médaille de bronze, Jeux olympiques | Sadik Mujkič Bojan Prešern | Aviron          | Deux sans barreur hommes                    |
| Médaille de bronze, Jeux olympiques | Jasna Šekarić | Tir             | Pistolet sportif 25 m femmes                |
| Médaille de bronze, Jeux olympiques | Gordana Perkučin Jasna Fazlić | Tennis de table | Double dames                                |
| Médaille de bronze, Jeux olympiques | Mirko Bašić Jožef Holpert Boris Jarak Slobodan Kuzmanovski Muhamed Memić Alvaro Načinović Goran Perkovac Zlatko Portner Iztok Puc Rolando Pušnik Momir Rnić Zlatko Saračević Irfan Smajlagić Ermin Velić Veselin Vujović | Handball        | Tournoi masculin                            |